# Polarity
Polarity is een livealbum van twee specialisten op het gebied van elektronische muziek, Ian Boddy en Dave Bessell van Node.

## Inleiding
Geheel toevallig is de samenwerking niet. Node gaf albums uit via het platenlabel DiN, waarvan Boddy “baas” is. Er werd voor de diverse uitgaven wel samengewerkt, maar beide heren waren voor 2023 nog nooit samen aangetroffen op het podium. Dat was wel het geval tijdens het Awakeningsconcert op 25 november Lea Hall Pavilion te Rugeley, waar twee sets werden gespeeld. De opnamen van Polarity betreffen de tweede set. Omdat beide mannen liefhebbers zijn van analoge modulaire synthesizers stond het hele podium vol met dergelijke apparatuur en de gitaar van Bessell. Boddy en Bessell werden terzijde gestaan door Phil Booth, ook al een specialist binnen de elektronische muziek. De drieledige samenwerking leverde een optreden en album op met voornamelijk ambientmuziek (sonische landschappen).
DiN bedient een nichemarkt binnen de elektronische muziek en geeft daardoor alleen limited editions uit; Polarity kwam in een oplage van 333 stuks. Het album werd gestoken in een hoes met een foto van Wendy Carroll, die meerdere platenhoezen tot stand bracht voor DiN.

## Musici
- Ian Boddy – synthesizers, elektronica
- Dave Bessell – synthesizers, elektronica, gitaar

## Muziek
| Nr. | Titel            | Duur  |
| --- | ---------------- | ----- |
| 1.  | Polarity, part 1 | 26:16 |
| 2.  | Polarity, part 2 | 25:23 |
| 3.  | Confluence       | 9:07  |